# 阿爾普·阿爾斯蘭
阿爾普·阿爾斯蘭（现代土耳其语：Alp Arslan；1029年1月20日—1072年12月15日），本名穆罕默德·本·達伍德·恰格勒或穆罕默德·本·贾格里，塞爾柱帝國第二任蘇丹，首任蘇丹圖赫里勒·貝格之侄，一族英雄塞爾柱·貝格的曾孫
。阿爾斯蘭任內屢次與埃及的法蒂瑪王朝、東羅馬帝國交戰取勝，使帝國得以擴張版圖，代表性戰役為1071年在曼齊刻爾特（今土耳其境內）以少勝多擊敗東羅馬帝國遠征軍，此役奠定大塞爾柱王朝在安納托利亞的統治。土耳其後人敬佩他的軍事才能和非凡武藝，尊稱他為“阿爾普·阿爾斯蘭”，意為“英勇之獅”。
在施政上，由於阿爾斯蘭自身對行政事務不感興趣，他將國事悉數交付尼札姆·穆勒克等波斯官僚進行管理。

## 早年經歷
青年時的阿爾普·阿爾斯蘭隨叔叔圖赫里勒·貝格蘇丹駐紮在帝國西部，協助對抗埃及法蒂瑪王朝(綠衣大食)的統治者穆斯坦綏爾；由於教派衝突，遜尼派的塞爾柱帝國與什葉派的法蒂瑪哈里發關係惡劣、時有紛爭。他的父親恰格勒·貝格則負責管理帝國東部的呼羅珊地區。
在西部戰端稍歇之後，阿爾斯蘭回到大呼羅珊，父親安排他從事管理工作，並為他引薦尼札姆·穆勒克，後者頗受賞識，更在阿爾斯蘭即蘇丹位時被重用為「维齐尔」（即「宰相」或「首席大臣」），掌管帝國一切行政。
1059年，30歲的阿爾斯蘭接替去世的父親擔任呼羅珊總督。

## 即位與征伐
1063年，蘇丹圖赫里勒去世，貴族們決定讓阿爾斯蘭的幼弟蘇萊曼·恰格勒繼任蘇丹。對此不滿的阿爾斯蘭，與同樣覬覦蘇丹大位的叔叔庫塔爾米什爆發了達姆甘之戰。阿爾斯蘭一派最終取勝，他將庫塔爾米什的兒子們流放到安納托利亞南邊的托魯斯山區。據在流放中倖存的蘇萊曼·庫塔爾米什回憶，阿爾斯蘭在戰後看到叔叔的屍體時難過的落淚。
1064年4月27日，阿爾斯蘭即位為大塞爾柱蘇丹，靠著尼札姆的輔佐他弭平了塞爾柱統治階層的派系糾紛，坐擁阿姆河至底格里斯河的廣大南波斯領土，維持了帝國的穩定與和平。上任當年，阿爾斯蘭就覬覦土耳其聖巴西流教堂的大筆財產，自命為土耳其騎兵團長，揮軍渡過幼發拉底河，入侵東羅馬帝國治下的土耳其地區、卡帕多西亞省的首府開塞利。
同年底，他與宰相尼札姆·穆勒克一同進軍同屬東羅馬的亞美尼亞和喬治亞省，在25天的圍攻後，塞爾柱軍攻下亞美尼亞首都阿尼，旋即對市民展開屠殺，當時阿拉伯歷史學者西必特·艾本紐·喬西親眼見證了蘇丹軍隊破城後的慘況：「（賽爾柱）軍隊屠殺居民，燒殺虜掠，所有倖存者淪為階下囚，人數至少有5萬......聽說走到哪都會不小心踩到屍體，街道為之堵塞。我決心進城親眼看看城中傳聞是否為真？然而，當我發現連半條沒有屍體的街道都不存在時，不得不承認答案是如此悲慘。」
1066年，阿爾斯蘭召集各地領主舉辦大會，席間宣布他的兒子馬利克沙一世為下任蘇丹繼承人。隔年，塞爾柱帝國佔領亞美尼亞全境。

## 東羅馬帝國反擊

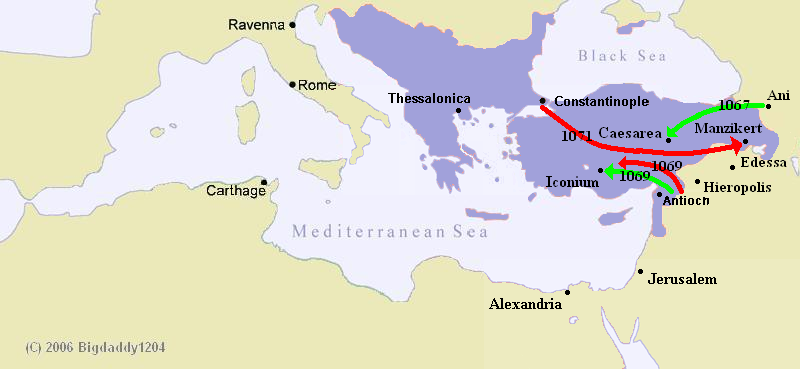
羅曼努斯四世任內與塞爾柱的帝國的作戰圖，紅色為拜占庭（東羅馬）攻勢，綠色為塞爾柱攻勢，紫區為東羅馬領土。

1068年，東羅馬帝國將軍羅曼努斯四世強娶先皇遺孀登基。他斷然實施軍事改革，兩度親征塞爾柱帝國。由於阿爾斯蘭不重視小亞細亞地區, 放任當地當地駐軍任意劫掠。羅曼努斯四世抓住機會將四散的部族分頭擊破，收復部分失土並奪得了阿勒頗附近的一座城市。同時，塞爾柱帝國已持續一年的對伊康（今科尼亞）攻勢也被擊退，西方邊界一度退至幼發拉底河。由於和埃及法蒂瑪王朝的戰事仍未歇，在土耳其一系列戰事失利後，蘇丹決定與東羅馬拜占庭方面和談；1069年兩軍簽下和約，塞爾柱帝國避免了腹背受敵的狀況。
1070年東羅馬帝國第三度發動遠征，此次羅曼努斯並未親陣。此時阿勒頗的統治者拉希德·馬哈茂德為了獲取阿爾斯蘭的支援，向蘇丹宣誓效忠，獲得了塞爾柱軍隊的幫助。東羅馬遠征軍戰敗、崩潰，指揮官曼努埃爾·科穆寧（已故皇帝伊薩克一世的姪子）亦被俘。
1071年2月，羅曼努斯派遣大使至塞爾柱更新和約，當時阿爾斯蘭正在圍攻埃德薩城；東羅馬大使到達後，他答應續約並立即解除包圍，向南移師對抗法蒂瑪軍。然而，羅曼努斯此次換約乃是希望分散蘇丹在北方的注意力，趁塞爾柱人反應之前收復亞美尼亞。

## 曼齊刻爾特之戰

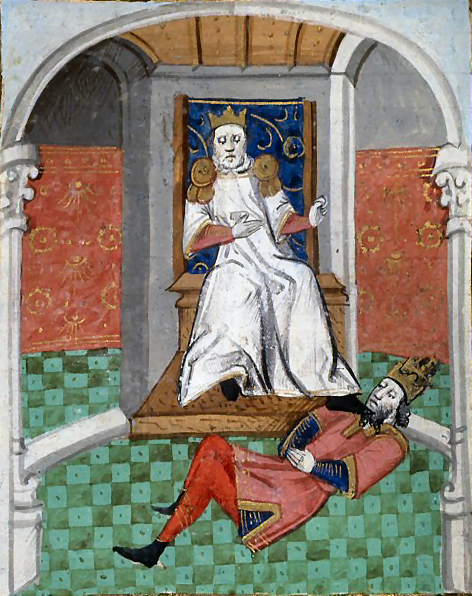
阿爾普·阿爾斯蘭與被俘的羅曼努斯四世。

1071年8月，42歲的阿爾普·阿爾斯蘭在阿勒頗接獲東羅馬第四度遠征的消息，此次羅曼努斯四世再次親征。除東羅馬軍外，他還募集了來自法蘭克、諾曼、庫曼等地的傭兵，集結了至少4萬的軍勢攻向亞美尼亞。沒想到東羅馬會再度進軍的阿爾斯蘭倉促回師，兩軍在曼齊刻爾特（又譯馬拉茲吉爾特，今土耳其境內）相遇，隔著穆拉特河對陣。據說為提高士氣，蘇丹甚至穿上了壽衣以示戰鬥至死的決心 。
相對於東羅馬帝國軍，塞爾柱軍只有兩萬，人數約為對方一半，阿爾斯蘭將騎兵隊部屬成鬆散的新月陣型，計畫以擅長的帕提亞射法迎敵。人數佔優的東羅馬軍方陣在渡河後很快便占領了塞爾柱的中央軍陣地，然而阿爾斯蘭下令中央軍後退時讓兩翼馬弓手不斷放箭，將以步槍兵為主、擅長肉搏的東羅馬傭兵釘在河岸避免近身戰。東羅馬前鋒在傷亡不斷增加的情況下，又發生庫曼傭兵倒戈的事情，其他傭兵團見此紛紛退出戰場。在先鋒隊陷入混亂後羅曼努斯四世親率中軍渡河，人數劣勢使得塞爾柱軍陷入苦戰。
然而給予東羅馬軍致命重創的是羅曼努斯的繼子安德洛尼卡·道卡斯，在羅曼努斯渡河後，他逕自宣布皇帝已戰死並帶領後衛隊撤離，這一舉動使東羅馬軍的人數優勢不復存在，羅曼努斯四世戰敗被俘。
出乎他意料，在受俘儀式結束後，他被蘇丹比照國王規格慷慨接待，阿爾斯蘭與驚奇的皇帝間有過以下對話：
|                                   | 阿爾普·阿爾斯蘭：「如果你的軍隊受到了命運的眷顧（勝利），你會對我做什麼？」 羅曼努斯四世：「也許我會殺了你，或讓你在君士坦丁堡遊街示眾。」 阿爾普·阿爾斯蘭：「看來我的懲罰遠遠重於你的，我不僅原諒你，更賜予你自由。」 |
| ——愛德華·吉朋, 《羅馬帝國衰亡史》 | |

阿爾斯蘭的主要目標仍是南邊的法蒂瑪王朝，在對東羅馬的談判中，他索求贖金以及承認塞爾柱對科尼亞、希拉波利斯、曼齊刻爾特等城的統治權。在和平條款簽署後，蘇丹釋放俘兵，並將皇帝由警衛恭敬地護送回國，讓他滿載禮物而歸。然而羅曼努斯回國後即被新皇帝挖去雙眼流放，於翌年逝世。
同年底，塞爾柱軍擊敗了宿敵哈里發穆斯坦綏爾，奪下耶路撒冷並虐殺戰俘，帝國一系列軍事勝利成為後來基督教世界的十字軍東征遠因。

## 蘇丹之死
擊敗東羅馬帝國的隔年，阿爾斯蘭不顧尼札姆和兒子馬利克沙的反對，出兵土耳其斯坦(今烏茲別克、哈薩克境內)攻打喀喇汗國，塞爾柱軍很快就前進到了阿姆河畔。
1072年12月11日，在渡河前，阿爾斯蘭接見一位拒降的花剌子模領主尤素夫(Yussuf al-Kharezmi)，下令將其處決，絕望的領主拔出匕首衝向蘇丹；身為一位名射手，阿爾斯蘭示意衛兵退下，親自彎弓搭箭迎敵，然而一個重心不穩導致箭矢僅僅是擦過尤素夫，阿爾斯蘭被衝入懷中的刺客以匕首重傷，於四天後逝世，享年43歲。遺體被運往梅爾夫，與他父親合葬。
臨死前，阿爾斯蘭自嘲：
|                                   | 年輕時，有位智者勸告我在真主的面前一定要謙卑，不要太相信自己的蠻力，絕不可輕視最不起眼的敵人。我忽略這些寶貴的教訓，為我的粗心付出了代價。昨天，我從萬人之上的寶座注視我的軍隊，他們的數量、紀律、銳氣足以使地球在我的腳下戰慄。此時我的內心告訴自己：『汝已成為萬王之王，舉世無敵的偉大武士。』現在這些軍隊不再為我所有，就是因為我對自己的武藝太過自信，才會讓一個兇手得逞。」 |
| ——愛德華·吉朋, 《羅馬帝國衰亡史》 | |

在阿爾斯蘭死後，拜占庭幫助被流放的蘇萊曼取得土耳其地區的統治權。後者在東羅馬與塞爾柱之間周旋，幾乎支配全安那托利亞半島。最終蘇萊曼於1077年自立為蘇丹，開創魯姆蘇丹國。

## 後世影響
由於曼齊刻爾特一役使土耳其成功侵佔東羅馬帝國的安那托利亞半島，阿爾斯蘭常被視作土耳其人獨立的象徵，廣受安那托利亞主義(Anatolianism，即土耳其國家主義)者尊崇。
在2002－2008年的土库曼斯坦曆法改革期間，一度以阿爾普·阿爾斯蘭之名命名八月份。